# Meuse-argonnská ofenzíva
Jako meuse-argonnská ofenzíva[zdroj⁠?!] nebo též ofenzíva Meuse-Argonn,[zdroj⁠?!], másko-argonská bitva, bitva v Argonnském lese či bitva u Argonského lesa (německy Maas-Argonnen-Offensive, anglicky Meuse-Argonne Offensive, francouzsky Offensive Meuse-Argonne) se označuje bitva, která byla útokem amerických a francouzských sil na německé pozice na západní frontě probíhajících od 26. září 1918 až do konce první světové války.
Ofenzíva pojmenovaná dle řeky Mázy a Argonského lesa byla součástí Stodenní ofenzívy, během které se Dohodě podařilo prolomit německé linie, načež došlo ke zhroucení Německého císařství a uzavření příměří. V rámci ofenzívy byly naplno zapojeny Americké expediční síly pod velením generála Pershinga. Zemřelo při ní 26 277 amerických vojáků a jedná se tak o jednu z nejkrvavějších válečných kampaní amerických dějin.